# Japsand
Japsand ist der nördliche und kleinste der drei nordfriesischen Außensände im Nationalpark Schleswig-Holsteinisches Wattenmeer. Er liegt zwei Kilometer westlich der Hallig Hooge. Die höchsten Stellen liegen etwa 1 m über MThw. Der Japsand misst drei Kilometer in Nord-Süd-Richtung und zwei Kilometer in Ost-West-Richtung. Wie alle Hochsande des deutschen Wattenmeeres befindet sich der Japsand in einer West-Ost-Bewegung zur Küste hin. Als kleinster und vermutlich jüngster der nordfriesischen Außensände ist er der dynamischste der drei und hat in den letzten Jahrzehnten deutlich an Volumen und Fläche gewonnen. Computermodelle gehen davon aus, dass er bis 2050 mit dem benachbarten Norderoogsand verschmolzen sein wird und dabei vermutlich auch die Hallig Norderoog unter sich begräbt.
Im Norden wird der Japsand durch die Süderaue begrenzt. Daran schließt sich das Schmaltief als westliche Begrenzung an. Westlich davon lag früher der Seesand, der 1903 unterging. Nordöstlich liegt Langeneß 5,6 Kilometer entfernt und nordwestlich Amrum mit dem Kniepsand in sechs bis sieben Kilometer Entfernung. Im Süden ist der Japsand vom ein Kilometer entfernten Norderoogsand durch das kleine Tidebecken Hoogeloch abgegrenzt.
Der größte Teil des Japsandes liegt in der Schutzzone I des Nationalparks und darf daher nur mit Ausnahmegenehmigung betreten werden. Er wird seit den 1980er Jahren von Hooge aus durch die Schutzstation Wattenmeer betreut. Zuvor wurde die Betreuung des Schutzgebietes durch den Verein Jordsand geregelt. In den Jahren 2021 und 2022 wurden auf dem Japsand gute Bruterfolge bei den Zwergseeschwalben registriert. Wanderratten wurden zu dieser Zeit auf dieser Sandbank nicht festgestellt, andernfalls wäre dieses Ergebnis nicht zu realisieren gewesen.
Allein die Nordspitze des Japsandes ist im Rahmen von regelmäßig von Hooge aus stattfindenden Wattführungen zugänglich. Der übrige Teil des Hochsands darf nicht betreten werden. Er ist durch eine Pfahlreihe abgetrennt. Seit 2010 wird ab Wyk auf Föhr eine regelmäßige Schiffspassage angeboten, bei der die Teilnehmer an der Nordspitze des Japsands mittels einer Leiter von Bord gehen und anschließend von hier aus durch das Watt nach Hallig Hooge geführt werden.